# L'Abergement-Clémenciat
L'Abergement-Clémenciat là một xã ở tỉnh Ain, vùng Auvergne-Rhône-Alpes thuộc miền đông nước Pháp.